# Gaaden

Gaaden mit seinen drei Ortsteilen um 1872 (rechts oben, Aufnahmeblatt der Landesaufnahme)

Gaaden ist eine Gemeinde im Bezirk Mödling in Niederösterreich mit 1595 Einwohnern (Stand 1. Jänner 2025).

## Geografie
Gaaden liegt im nördlichen Wienerwald am Fuße des Anningers in einem weiten Talbecken, das durch den Mödlingbach entwässert wird. Der Ort liegt an der Mödlinger Straße B 11.
Durch die Bezirkszugehörigkeit ist das tägliche Leben nach Mödling ausgerichtet, obwohl Baden ungefähr gleich weit entfernt liegt.
Gemeindegliederung
Zum Gemeindegebiet gehört noch die Katastralgemeinde Anningerforst, die aber kein eigener Ort ist und zumeist nur aus Waldgebiet und dem Dolomitsteinbruch besteht. Auch die Dreidärrischenhöhle liegt in diesem Waldgebiet.
Angrenzende Gemeinden
| Wienerwald    | Hinterbrühl                                 | Mödling         |
| Heiligenkreuz | Kompassrose, die auf Nachbargemeinden zeigt | Guntramsdorf    |
| Heiligenkreuz | Pfaffstätten                                | Gumpoldskirchen |

## Geschichte
Der Ort wurde 1130 das erste Mal urkundlich erwähnt und war zunächst Tochterpfarre von Alland. 1334 wurde der Ort zur Pfarre erhoben, kurz danach (1376) hatte das Stift Heiligenkreuz die Grundobrigkeit. Verwüstungen folgten 1477 durch Ungarn, 1529/1683 durch Türken. Das Stift hatte den Besitz inzwischen verloren aber erwarb das Dorf wieder im Jahr 1579 (1576 hatte die Kirche gebrannt). 1735/40 erfolgte weitreichende Erneuerung und Erweiterung der pfarrlichen Bauten (inkl. Pfarrhof) unter Abt Robert Leeb mit zahlreichen Werken von Giovanni Giuliani. Nach der josephinischen Pfarrerhebung wurde der Pfarrhof um einen Stock reduziert. Die Mariazeller Madonna in der Kirche erinnert an die Bedeutung der Pfarrkirche als Station entlang der Via Sacra zum berühmten Wallfahrtsort.
Im 19. Jahrhundert war der Ort während der „Sommerfrische“ beliebt. Viele namhafte Künstler verbrachten den Sommer dort, wie der Dichter Ferdinand Raimund, der 1833 den Verschwender in Gaaden schrieb. Das „Kraxenweiberl“ im Verschwender ist ein Symbol für einen Gaadener Menschentyp, der seit Jahrhunderten mühselig von Kalk- und Holzgewinnung lebt. Auch andere Künstler, darunter Maler (etwa Ferdinand Waldmüller) und Musiker, fanden im Ferienort Inspiration für ihre Werke.
Um die Mitte des 19. Jahrhunderts bahnte sich eine tief greifende Änderung der sozialen Verhältnisse an. Mit dem Bau der Wiener Ringstraße wurden Kalk und Holz zu begehrten Materialien und der Ort erlebte einen wirtschaftlichen und gesellschaftlichen Aufschwung.
Um 1911 wurde von Karl Freiherr von Skoda auf dem Gemeindegebiet von Gaaden nach Plänen des Architekten Emanuel von Seidl das Jagdschloss Gaaden (auch Skoda-Schloss genannt) errichtet, heute Siegenfelder Str. 13. Nach der Enteignung durch die sowjetischen Truppen im Jahr 1945 wurde das Jagdschloss Gaaden in ein Ferienheim umfunktioniert. Bis 1955 verbrachten dort mehr als 1000 Kinder ihre Sommerferien. Heute befindet sich das Jagdschloss Gaaden in Privatbesitz.
Laut Adressbuch von Österreich waren im Jahr 1938 in der Ortsgemeinde Gaaden ein Arzt, zwei Bäcker, ein Binder, drei Fleischer, ein Friseur, vier Fuhrwerker, ein Gärtner, sechs Gastwirte, sieben Gemischtwarenhändler, eine Hebamme, drei Holzhändler, ein Maler, ein Maurermeister, ein Sattler, ein Schmied, zwei Schneider, zwei Schnittwarenhändler, vier Schuster, eine Sparkasse, zwei Spengler, zwei Trafikanten, ein Tapezierer, zwei Tischler, ein Viehhändler, drei Viktualienhändler, drei Wagner, ein Zimmermeister, ein Zuckerwarenhändler und einige Landwirte ansässig. Weiters gab es ein Kino, fünf Kalkwerke, eine Lack- und Firnisfabrik und einige Betriebe für Stein- und Sandgewinnung. Nach dem Anschluss Österreichs im Jahr 1938 wurde der Ort in die Stadt Wien zum 24. Bezirk eingemeindet. Erst 1954 wurde der Ort wieder eigenständig und fiel an Niederösterreich zurück.
Am 26. Juli 1944 kollidierten nach einem Angriff von deutschen Jagdflugzeugen im Luftraum über Gaaden zwei amerikanische Boeing B-17. Dabei konnten sich nur drei von zwanzig Besatzungsmitgliedern mit dem Fallschirm retten.
Eine natürliche Höhle, die erst durch den Abbau in einem Dolomitsteinbruch erreichbar wurde, diente den beiden Unternehmen Hofherr-Schrantz und Uher aus Wien auf einer Fläche von etwa 5000 m² unter dem Decknamen Dazit als Produktionsstelle.

### Bevölkerungsentwicklung
| Gaaden: Einwohnerzahlen von 1869 bis 2025           | Gaaden: Einwohnerzahlen von 1869 bis 2025 | Gaaden: Einwohnerzahlen von 1869 bis 2025 | Gaaden: Einwohnerzahlen von 1869 bis 2025 | Gaaden: Einwohnerzahlen von 1869 bis 2025 |
| --------------------------------------------------- | ----------------------------------------- | ----------------------------------------- | ----------------------------------------- | ----------------------------------------- |
| Jahr                                                |                                           |                                           |                                           | Einwohner                                 |
| 1869                                                | 1869                                      |                                           | 808                                       | 808                                       |
| 1880                                                | 1880                                      |                                           | 837                                       | 837                                       |
| 1890                                                | 1890                                      |                                           | 866                                       | 866                                       |
| 1900                                                | 1900                                      |                                           | 803                                       | 803                                       |
| 1910                                                | 1910                                      |                                           | 904                                       | 904                                       |
| 1923                                                | 1923                                      |                                           | 854                                       | 854                                       |
| 1934                                                | 1934                                      |                                           | 843                                       | 843                                       |
| 1939                                                | 1939                                      |                                           | 839                                       | 839                                       |
| 1951                                                | 1951                                      |                                           | 866                                       | 866                                       |
| 1961                                                | 1961                                      |                                           | 729                                       | 729                                       |
| 1971                                                | 1971                                      |                                           | 783                                       | 783                                       |
| 1981                                                | 1981                                      |                                           | 1.000                                     | 1.000                                     |
| 1991                                                | 1991                                      |                                           | 1.211                                     | 1.211                                     |
| 2001                                                | 2001                                      |                                           | 1.435                                     | 1.435                                     |
| 2011                                                | 2011                                      |                                           | 1.625                                     | 1.625                                     |
| 2021                                                | 2021                                      |                                           | 1.638                                     | 1.638                                     |
| 2025                                                | 2025                                      |                                           | 1.595                                     | 1.595                                     |
| Quelle(n): Statistik Austria, Gebietsstand 1.1.2021 |                                           |                                           |                                           |                                           |

## Kultur
- Gaadner Blasmusik: Die Gaadner Blasmusik wurde 1986 gegründet und zählt 2009 33 aktive Mitglieder. Außerdem existiert eine Jugendkapelle.
- Aufführungen der Theatergruppe: Ein besonderer Höhepunkt im Gaadner Veranstaltungskalender sind auch stets die Aufführungen der Theatergruppe, die sich ursprünglich aus Mitgliedern der Gaadner Sängervereinigung gebildet hatte.

## Politik
Bürgermeister der Gemeinde ist Anton Jenzer, Liste WIR (Wir Gaadner). Amtsleiterin ist Martina Chromy.
Im Gemeinderat bestand bei 19 Mandaten, nach der Gemeinderatswahl vom 6. März 2005, folgende Mandatsverteilung: WIR (Liste „Wir Gaadner“) 11, Liste ÖVP 7, SPÖ 1. Am 4. Dezember 2007 legten die sieben ÖVP-Gemeinderäte ihre Mandate zurück und da auch die weiteren Kandidaten eine Verzichtserklärung abgaben, wurde der Gemeinderat aufgrund Beschlussunfähigkeit aufgelöst, sodass es 2008 zu einer Neuwahl kam. Die Gemeinderatswahl 2020 ergab folgende Verteilung (in Klammern die Veränderung gegenüber 2015): WIR (Liste „Wir Gaadner“) 12 (±0), Liste ÖVP 5 (+1), SPÖ 2 (-1).

## Wirtschaft
Anfangs war Gaaden ein rein land- und forstwirtschaftlicher Ort. Seit Jahrzehnten werden auch Kalksteinbrüche und Kalkbrennerei betrieben. Ein großer Dolomitsteinbruch befindet sich im Ortsgebiet. Früher war ein Sägewerk vorhanden, das die Wasserkraft des Mödlingbaches nutzte.
Heute ist Gaaden überwiegend Wohngemeinde mit einigen Zweitwohnbesitzern aus Wien. Der einzige größere Betrieb ist der Dolomitsteinbruch der Firma Mineral. Dennoch Spuren von handwerklichem Gewerbe vertreten, etwa eine Schlosserei und ein holzverarbeitender Betrieb.

## Öffentliche Einrichtungen
In Gaaden befindet sich eine Volksschule, sowie ein Kindergarten.

## Verkehr
Gaaden liegt an der Mödlinger Straße B 11. Leicht erreichbar ist die Gemeinde durch die Wiener Außenringautobahn A 21, die in Sparbach und in Heiligenkreuz je eine Auffahrt haben. Als öffentliches Verkehrsmittel wird hauptsächlich die Busverbindung nach Mödling verwendet.

## Persönlichkeiten

### Söhne und Töchter
- P. Melchior Hütter (1740–1785), Pater und Hochschullehrer im Stift Heiligenkreuz[10]
- P. Nivard Schlögl (1864–1939), Pater und Bibelwissenschaftler im Stift Heiligenkreuz
- Heinrich Foullon de Noorbeck (1850–1896), Geologe und Mineraloge
- Leopold Hennet (1876–1950), Agrarier, Beamter und Minister
- Karl Franz Rankl (1898–1968), Komponist
- Leopold Grill (1903–1987), Zisterzienser, Ordenshistoriker
- Franz Gaumannmüller (1914–1990), Abt des Stiftes Heiligenkreuz

### Personen mit Bezug zum Ort
- Alois Wiesinger (1885–1955), der spätere Abt des Stiftes Schlierbach war in seinen frühen Jahren 1916/1917 Pfarrer von Gaaden.
- Karl von Škoda (1878–1929), Generaldirektor der Škodawerke war lange in Gaaden beheimatet und liegt in Gaaden begraben.

## Regelmäßige Veranstaltungen
Die wichtigsten gesellschaftlichen Ereignisse in Gaaden, die jährlich stattfinden, sind:
- das Dorffest
- das Maibaumaufstellen
- der Feuerwehrheurige
- Gaadner Adventmeile: jedes Jahr findet in der Weihnachtszeit ein Adventmarkt, die 'Gaadner Adventmeile' genannt statt (tatsächliche Länge ist weniger als 100 Meter). Dort präsentieren sich nicht nur politische Gruppierungen, sondern vor allem auch Vereine und manche Private betreiben dort einen Stand.
- Museumscafé im Gaadner Heimatmuseum: jeden ersten Sonntag im Monat gibt es das beliebte Museumscafé im Gaadner Heimatmuseum